# Rewadim
Rewadim (hebr. ‏רבדים‎) – kibuc położony w samorządzie regionu Yoav, w Dystrykcie Południowym, w Izraelu.
Leży w Szefeli, w otoczeniu moszawów Bene Re’em, Bet Chilkijja i Kefar ha-Rif, kibuców Chafec Chajjim i Kefar Menachem, oraz wioski Jad Binjamin. Na wschód od kibucu znajduje się duża baza wojskowa Sił Obronnych Izraela. Członek Ruchu Kibuców (Ha-Tenu’a ha-Kibbucit).

## Historia
Kibuc Rewadim został pierwotnie założony 14 lutego 1947 przez członków żydowskiej organizacji młodzieżowej Ha-Szomer Ha-Cair w grupie osiedli Gusz Ecjon w górach Judzkich. Podczas wojny o niepodległość w dniu 14 maja 1948 jordański Legion Arabski zdobył i zniszczył kibuc. Jego mieszkańcy zostali jako jeńcy wojenni uwięzieni w Jordanii.
Po powrocie do Izraela, uwolnieni mieszkańcy założyli 28 listopada 1948 nowy kibuc, który nazwano Rewadim na cześć zniszczonej podczas wojny osady. W kibucu znajduje się pomnik poświęcony pamięci zabitych mieszkańców Rewadim. Pomnik jest dziełem rzeźbiarza Arona Aszkenazi.
21 czerwca 2005 przy kibucu Rewadim doszło do zderzenia pociągu jadącego z Beer Szewy z samochodem ciężarowym, który usiłował przejechać przez tory kolejowe w niedozwolonym miejscu. W wyniku tej katastrofy zginęło 7 ludzi, a 248 zostało rannych.

## Kultura i sport
W kibucu jest ośrodek kultury, boisko do piłki nożnej oraz basen kąpielowy.

## Gospodarka

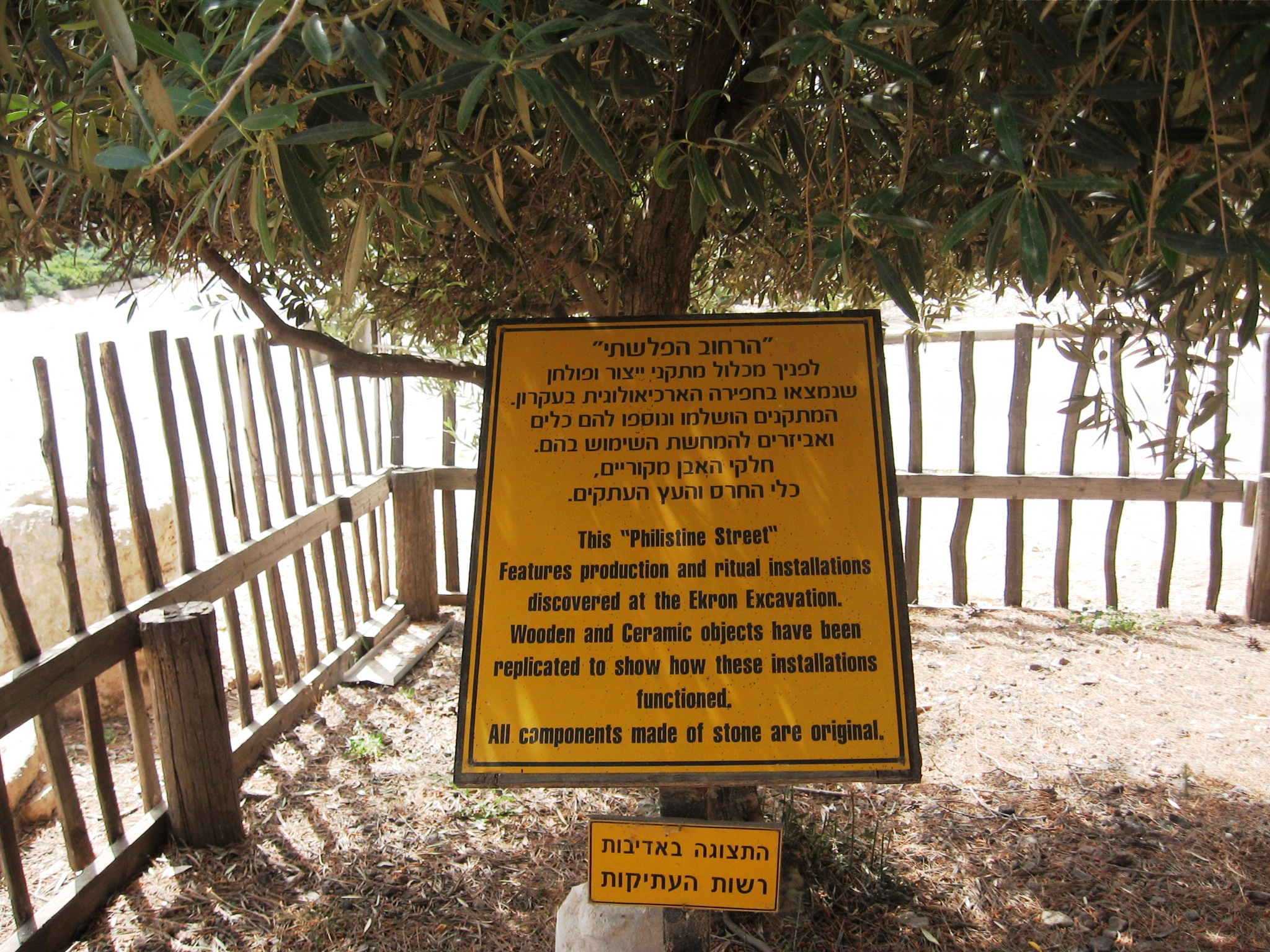
Miejsce po starożytnym mieście Ekron

Gospodarka kibucu opiera się intensywnym rolnictwie. Znajduje się tutaj centrum techniczne, w którym prowadzone są przeglądy techniczne oraz naprawy sprzętu rolniczego oraz traktorów.

## Turystyka
Na wschód od kibucu odnaleziono pozostałości starożytnego miasta Ekron. W kibucu znajduje się niewielkie muzeum archeologiczne Ekron Museum of the History of Philistine Culture, w którym między innymi jest makieta dawnego Ekron.

## Komunikacja
Wzdłuż wschodniej granicy kibucu biegnie autostrada nr 6, nie ma jednak możliwości wjazdu na nią. Z kibucu wychodzi lokalna droga, którą jadąc w kierunku zachodnim dojedziemy do skrzyżowania z drogą ekspresową nr 3.